# جمعية عمر المختار
جمعية عمر المختار هي جمعية تأسست في عام 1942 في بنغازي شرق ليبيا وكانت لها اهتمامات رياضية ثم اتسع مجال عملها ليشمل التعليم والعمال والصحافة والثقافة ووصل إلى ممارسة العمل السياسي وتحولت الجمعية إلى تنظيم حزبي مناوئ للوجود البريطاني المتمثل في إدارته العسكرية التي تولت شؤؤن البلاد (برقة) فترة الانتداب البريطاني بعد هزيمة قوات المحور في الحرب العالمية.

## التأسيس
تأسست الجمعية في مصر في عام 1942، باسم قائد المقاومة ضد الاحتلال الإيطالي عمر المختار من قبل أسعد بن عمران لتنظيم الشباب الليبيين  الموجودين في مصر وذلك بهدف إعدادهم للعمل من أجل قضية ليبيا.
عقب خروج قوات المحور (إيطاليا وألمانيا) من ليبيا بدأ عدد من المهاجرين الليبيين بالعودة إلى ليبيا وفي 4 أبريل 1943، أعلن رسميا عن إنشاء الجمعية في بنغازي وإعادة تأسيسها من قبل علي فلاق ومحمود مخلوف والمهدي المطردي وفي سنة 1946، أعيد تشكيل الجمعية، وأعيد تكوين مجلس الإدارة وجرى اختيار مصطفى بن عامر رئيسا لها، وتولى السكرتارية بشير المغيربي. 
قامت الجمعية برعاية عدة مناشط ومظاهرات وأصدرت جريدة الوطن ومجلتين هما ليبيا وعمر المختار.

## نادي الأهلي بنغازي
أسست الجمعية ناديا رياضيا أطلق عليه اسم نادي الكشاف في عام 1938 وبعد ذلك وفي عام 1943 تغير اسم النادي إلى نادي جمعية عمر المختار حتى تغير الاسم إلى «النادي الأهلي الرياضي» في عام 1947 وذلك بعد اقتراح الاسم من قبل مصطفى بن عامر.

## حل الجمعية
بدأ الخلاف وتعددت مظاهره حول الوجود البريطاني وذلك بين الجمعية وبين السلطة الوطنية (حكومة إمارة برقة) والتي قامت بحل الجمعية وإيقاف نشاطها. 